# Муравьёво (городской округ Солнечногорск)
Муравьёво — деревня в Московской области России. Входит в городской округ Солнечногорск. Население — 1 чел. (2010).

## География
Деревня Муравьёво расположена на севере Московской области, в северной части округа, примерно в 10 км к северу от центра города Солнечногорска. Ближайшие населённые пункты — деревни Болдино, Дулепово и Леонидово. Рядом протекает впадающая в Сестру река Желудовка.

## Население
| 1852 | 1859 | 1890 | 1899 | 1926 | 1966 | 1998 |
| ---- | ---- | ---- | ---- | ---- | ---- | ---- |
| 47   | ↗57  | ↗61  | ↘56  | ↗80  | ↘30  | ↘1   |
| 2002 | 2010 |      |      |      |      |      |
| →1   | →1   |      |      |      |      |      |

## История
Муравьево, деревня 1-го стана, Татищевой, Марьи Степ., Ген. Майор., крестьян 22 души м. п., 25 ж., 8 дворов, 70 верст от стол., 15 от уездн. гор., близ Московскаго шоссе.— Нистрем К. Указатель селений и жителей уездов Московской губернии, 1852 г.
В «Списке населённых мест» 1862 года — владельческая деревня 1-го стана Клинского уезда Московской губернии по левую сторону Санкт-Петербурго-Московского тракта от города Клина на город Москву, в 15 верстах от уездного города и 8 верстах от становой квартиры, при колодцах, с 9 дворами и 57 жителями (28 мужчин, 29 женщин).
По данным на 1890 год — деревня Солнечногорской волости Клинского уезда с 61 душой населения, в 1899 году — деревня Вертлинской волости Клинского уезда, проживало 56 жителей.
В 1913 году — 16 дворов и земское училище.
По материалам Всесоюзной переписи населения 1926 года — центр Муравьёвского сельсовета Вертлинской волости Клинского уезда в 4,3 км от Ленинградского шоссе и 10,7 км от станции Подсолнечная Октябрьской железной дороги, проживало 80 жителей (37 мужчин, 43 женщины), насчитывалось 13 крестьянских хозяйств.
С 1929 года — населённый пункт в составе Солнечногорского района Московского округа Московской области. Постановлением ЦИК и СНК от 23 июля 1930 года округа как административно-территориальные единицы были ликвидированы.
1929—1954 гг. — центр Муравьёвского сельсовета Солнечногорского района.
1954—1957, 1960—1963, 1965—1994 гг. — деревня Мошницкого сельсовета Солнечногорского района.
1957—1960 гг. — деревня Мошницкого сельсовета Химкинского района.
1963—1965 гг. — деревня Мошницкого сельсовета Солнечногорского укрупнённого сельского района.
С 1994 до 2006 гг. деревня входила в Мошницкий сельский округ Солнечногорского района.
С 2005 до 2019 гг. деревня включалась в Смирновское сельское поселение Солнечногорского муниципального района.
С 2019 года деревня входит в городской округ Солнечногорск, в рамках администрации которого относится с территориальному управлению Смирновское.